# Le Mystère du diamant bleu
Pour les articles homonymes, voir Diamant (homonymie).
Le Mystère du diamant bleu (Tintin aux Indes : Le Mystère du diamant bleu) est une pièce de théâtre en trois actes écrite par Hergé et Jacques Van Melkebeke. Elle met en scène le célèbre personnage de bande dessinée créé par Hergé, Tintin.
Jacques Van Melkebeke écrit les premier et troisième actes, que relit Hergé, et qui s'occupe lui du second acte. C'est la première fois que ce dernier collabore si fortement avec un autre auteur pour écrire l'une de ses œuvres. La pièce rencontre le succès auprès du public belge, mais ne marque pas les esprits. C'est au cours de la représentation du 15 avril 1941 qu'Hergé rencontre Edgar Jacobs.

## Fiche technique
- Mise en scène : Paul Riga

## Distribution
Par ordre d'entrée en scène :
- Badapour (Premier ministre) : Réginald
- Dourka (serviteur): Romane
- Dupont (policier 1, Durant dans la distribution) : Marcel André
- Dupond (policier 2, Durand) : Mickey
- Monsieur Nicholson (médecin) : Georges Keppens
- Madame Nicholson : Nelly Corbusier
- Le Maharadjah de Padakhore : Franz Joubert
- Mr Chippendale (archéologue) : Paul Riga
- Madame Chippendale : Christiane Wéry
- Le vicomte Koulanky, ambassadeur de Syldavie : Paul Saussus
- Tintin  : Jeanne Rubens
- Le fakir Canlebatimantva-Thouva : Gée Dara
- Dourka, serviteur du Maharadjah : Jean Dusart
- Le lieutenant du Rampura : Gée Dara

## L'histoire

### ActeI
L'histoire débute au palais de Padhakore (ou Padakhore, l'orthographe varie) en Inde. Le Premier ministre Badapour confie une mission aux Dupondt : assurer la garde rapprochée du Maharadjah lors de la grande soirée au palais et le lendemain lors de sa visite en Syldavie. Le Maharadjah et les invités entrent en scène : le vicomte Koulansky, ambassadeur de Syldavie, le docteur Nicholson, et son épouse, et un archéologue de Boston pratiquement sourd, Mister Chippendale, accompagné lui aussi de son épouse. Un télégramme annonce l'arrivée de Tintin, invité par le Maharadjah alors qu'il faisait escale à Rangoon. Le vicomte Koulansky est enchanté. Depuis l'affaire du Sceptre d'Ottokar, Tintin est considéré comme un héros en Syldavie. Le jeune reporter arrive et la soirée débute. Canlebatimantva-Thouva (lire : « quand le bâtiment va, tout va »), un fakir, fait une démonstration d'hypnose aux dépens des Dupondt, suivi d'un grand ballet hindou. À la fin de la soirée, le Maharadjah se prépare à présenter à ses invités son célèbre Diamant Bleu. Mais l'inestimable joyau disparaît mystérieusement durant une brève coupure de courant. Tintin en conclut que le voleur ne peut être que l'un des invités, s'excluant ainsi lui-même de la liste des suspects. Dupont et Dupond, également au-dessus de tout soupçon, enquêtent et fouillent mais sans succès. Tintin suggère que tout ce petit monde suive le Maharadjah le jour suivant, lors de leur voyage en Syldavie, obligeant par la-même le couple Chippendale à les accompagner. Espérant une bévue du coupable, Tintin compte poursuivre ses investigations à bord du Rampura.

### ActeII
À bord du Rampura, Tintin interroge une à une toutes les personnes présentes lors de la soirée précédente quand soudain, Dourka, un des serviteurs du Maharadjah tombe à la mer et se noie dramatiquement. Tintin est convaincu qu'il s'agit d'un meurtre perpétré contre le complice du voleur et qui aurait pu trahir ce dernier. La nuit tombée, Tintin est lui-même victime d'un attentat à la bombe fumigène empoisonnée (identifié comme étant du « ramaganmahal » par le docteur Nicholson)  mais en réchappe miraculeusement. En effet, grâce à Milou qui l'avait incité à sortir, il était absent de sa cabine à ce moment-là. Avec une petite idée derrière la tête, il décide d'envoyer un télégramme avant que le bateau n'arrive en Syldavie.

### ActeIII
Une salle médiévale dans un château de Syldavie. Tintin s'entretient encore avec les suspects et pense cette fois avoir trouvé le coupable. Grâce à son télégramme qui confirme que l'archéologue Chippendale est bien droitier comme il a pu le constater sur une photo publiée dans un journal, il démasque le voleur qui lui, est gaucher. L'imposteur et sa complice, se faisant passer pour les émissaires du Maharadjah ont attiré le couple Chippendale dans les docks de Rangoon puis les ont séquestré et pris leur place. Avec la complicité d'un serviteur qui a coupé l'éclairage du palais au moment opportun (et dont ils se débarrasseront en le précipitant à la mer à bord du Rampura), le faux Chippendale s'est emparé du Diamant Bleu en le dissimulant dans le pommeau de sa canne.

## Autour de la pièce
- Il est probable que le diamant Hope, le plus gros diamant bleu profond du monde, a servi d'inspiration pour l'écriture de cette histoire[réf. nécessaire].
- Cette histoire peut s'insérer entre Le Crabe aux pinces d'or et L'Étoile mystérieuse. Il est à noter qu'Hergé, qui a écrit le deuxième acte a fait la même erreur que dans la première version de l'album « On a marché sur la lune » en nommant le roi de Syldavie Ottokar IV au lieu de Muskar XII.